# Dendrobium papuanum
Dendrobium papuanum är en orkidéart som beskrevs av Johannes Jacobus Smith. Dendrobium papuanum ingår i släktet Dendrobium, och familjen orkidéer. Inga underarter finns listade i Catalogue of Life.